# Пинчер
Пинчер е група породи кучета, създадени първоначално за унищожаване на домашни вредители във ферми. Отглеждани са също така за бой или охрана. Днес те най-често се взимат като домашни любимци.

## Породи
- Доберман (няма. 143)
- Немски пинчер (на немски пинчер, не. 184)
- Джудже Пинчер (Цвергпинчера, не. 185)
- Афенпинчер (няма. 186)
- Австрийски пинчер
- Датско-шведски пинчер

И други ловни кучета се нарича пинчер.Отделни животновъди често правят опити за създаване на нови породи, които могат да причислят към пинчерите. Пример за такива е Карлин Пинчера, който е кръстоска между мопс с миниатюрен пинчер.
- Афенпинчер
- Немски пинчери
- Доберман Пинчер (Доберман)
- Миниатюрен шнауцер

|  | Тази страница частично или изцяло представлява превод на страницата Pinscher в Уикипедия на английски. Оригиналният текст, както и този превод, са защитени от Лиценза „Криейтив Комънс – Признание – Споделяне на споделеното“, а за съдържание, създадено преди юни 2009 година – от Лиценза за свободна документация на ГНУ. Прегледайте историята на редакциите на оригиналната страница, както и на преводната страница, за да видите списъка на съавторите. ВАЖНО: Този шаблон се отнася единствено до авторските права върху съдържанието на статията. Добавянето му не отменя изискването да се посочват конкретни източници на твърденията, които да бъдат благонадеждни. |